# Musicon (zabawka muzyczna)

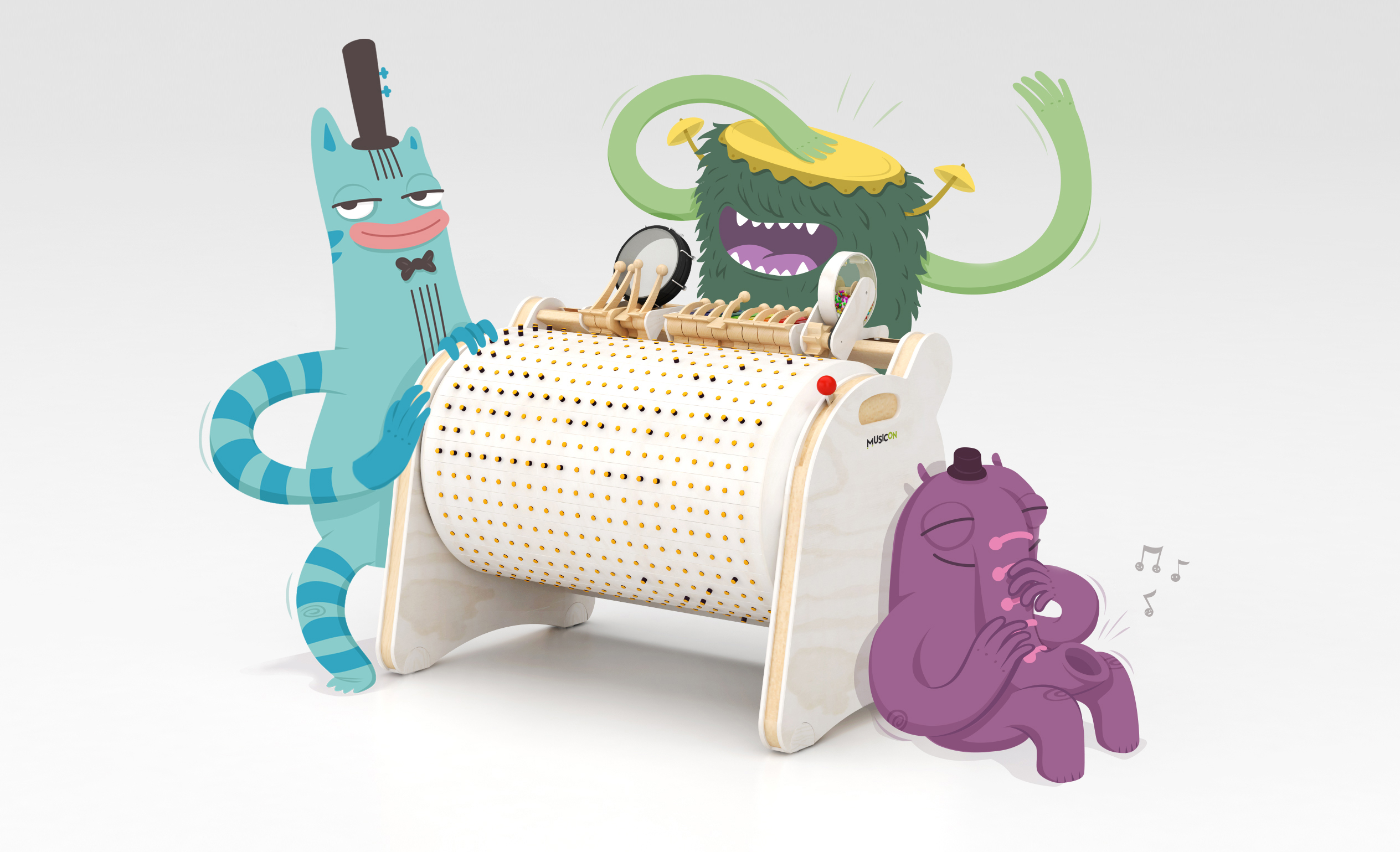

Musicon – polska zabawka muzyczna pozwalająca na programowanie kolejności dźwięków za pomocą przycisków. Instrument powstał w 2011 roku jako praca dyplomowa Kamila Laszuka na Akademii Sztuk Pięknych we Wrocławiu.

## Budowa
Drewniany walec - obracający się na osi - posiada na powierzchni zestaw ok. 700 przycisków z tworzywa sztucznego.  Wydobycie dźwięku następuje poprzez wciskanie dowolnie wybranych przycisków, poruszenie dźwignią i wprawienie bębna w ruch obrotowy. Ruch obrotowy napędzany jest stale silniczkiem elektrycznym.
Na obudowie bębna przyczepione są 3 instrumenty: dzwonki, bębenek i rodzaj marakasa lub shekere. Wydają głos potrącone przez przycisk, programowany przez grającego. Możliwe jest przesunięcie instrumentu na walcu w inne miejsce, ścieżkę na której ustawiony jest inny wzór do zagrania.

## Nagrody
Musicon zdobył wiele wyróżnień w kraju i za granicą, m.in. I nagrodę w Polish Children's Design Award (2012).

## Zastosowanie
Prace nad projektem zespołu specjalistów z dziedziny inżynierii, edukacji oraz muzyki doprowadziły w 2016 roku do powstania prototypu instrumentu gotowego do seryjnej produkcji. 
Musicon jest wykorzystywany przez nauczycieli, terapeutów, pedagogów i muzyków w pracy z dziećmi. Korzystają z niego specjaliści w pracy z dziećmi ze spektrum autyzmu oraz niepełnosprawnymi fizycznie i intelektualnie. 